# Kampinoský národní park
Kampinoský národní park (polsky Kampinoski Park Narodowy) je národní park ve východní části centrálního Polska, v Mazovském vojvodství. Je sesterským parkem Indiana Dunes National Lakeshore, Indiana, USA.
Nápad vytvořit park se poprvé objevil v roce 1920. V roce 1930 byly otevřeny první lesní rezervace: Granica, Sieraków a Zamczysko. Dnes jsou tyto rezervace mnohem větší a jsou přísně chráněny.
Park byl vytvořen v roce 1959, kdy pokrýval celkovou plochu 407 km². Vztahuje se na les Kampinoský prales (pl Puszcza Kampinoska). V lednu 2000 byla oblast přidána do seznamu biosférických rezervací UNESCO. Park je nyní o něco menší než původně, pokrývá 385,44 km², z toho 46,38 km² je přísně chráněno. Ochranné pásmo kolem parku pokrývá 377,56 km². Lesy tvoří asi 70 % celkové plochy parku. Většina stromů v parku jsou borovice. Symbolem parku je los.
Kampinoský národní park se nachází v blízkosti Varšavy a soutoku Visly a Narewu. Při západní hranici parku se vlévá do Visly řeka Bzura. Nejsou zde žádná jezera, největší řekou v parku je Łasica, která má v současné době podobu vodního kanálu.
Flóra parku je bohatá na druhovou skladbu rostlin. Najdeme zde 1245 druhů rostlin, z nichž 69 je chráněno. V parku jsou bažiny a písečné duny, porost tvoří borovice a louky.
Park s nedalekým údolím Visly, je důležitá oblast, kde žije mnoho zvířat. Podle biologů je 16.000 druhů živočichů, z nichž nejpočetnější je hmyz (2030 druhů) a ptáci (200 druhů). Do přírody v oblasti parku bylo navráceno několik druhů dříve zde vyhubených zvířat – los (od 1951), bobr (od 1980) a rys (od 1992). 83 druhů zvířat je ohrožených.
Tento park je oblastí s bohatými dějinami, stalo se zde mnoho důležitých událostí spojených s polskou historií. Patří sem náhrobky z roku 1863 z protiruských povstání, válečné hřbitovy z polsko-německé války z roku 1939 a náhrobky členů protiněmeckého odporu (1944-45). Na Palmirském hřbitově leží mnoho obyvatel Varšavy, v parku tajně popravených Němci v letech 1939-1945. Ve vesnici Żelazowa Wola na okraji parku se nachází zámek, kde se narodil slavný skladatel Frédéric Chopin.
Turisté mohou využít pěší, cyklistické a lyžařské trasy. Je také možné pronajmout koně a jezdit na tratích, jejichž celková délka je asi 360 km. Cyklisté mohou využít 200 km cyklistických stezek.

## Galerie

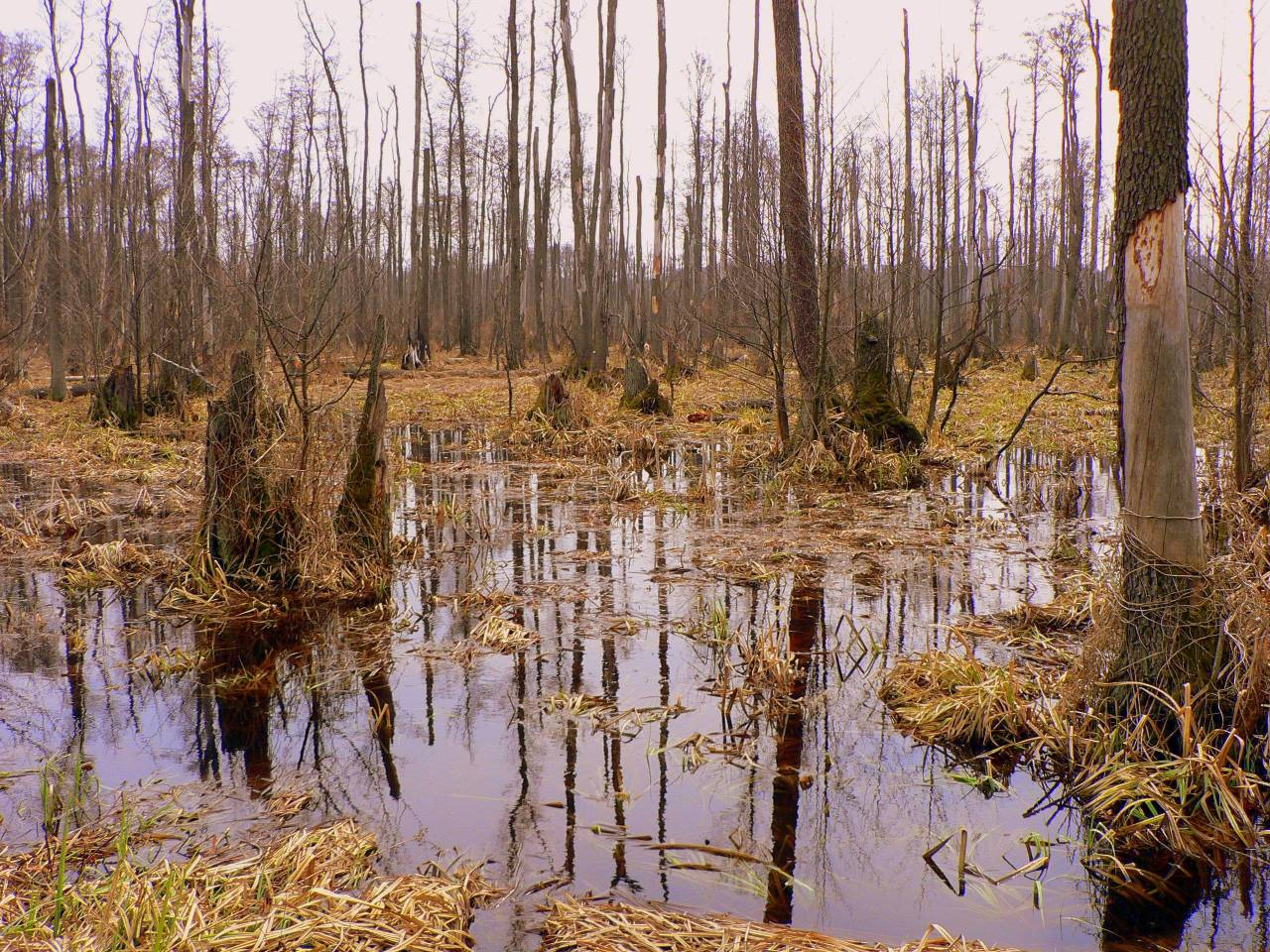
Bažiny v parku
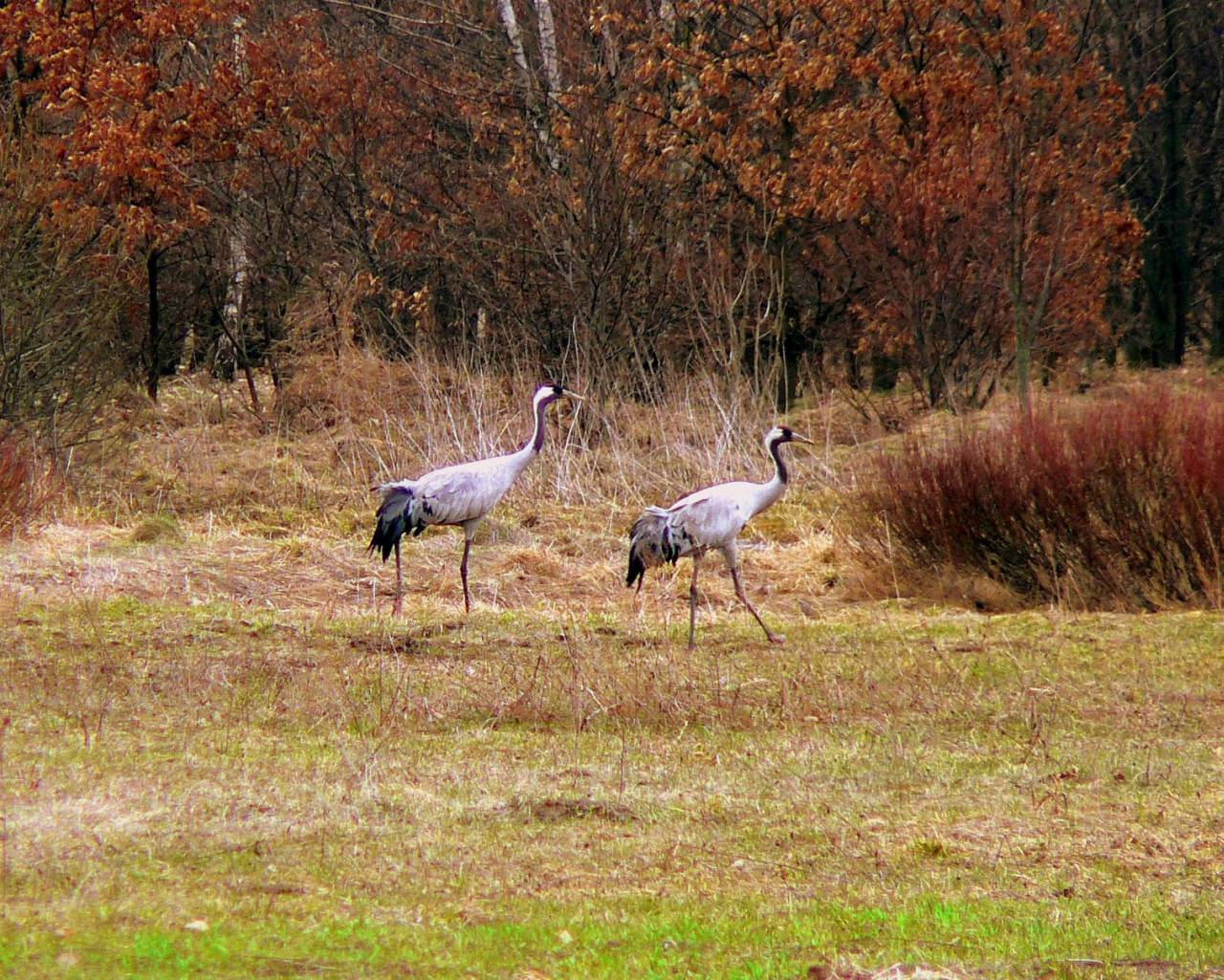
Jeřáb popelavý
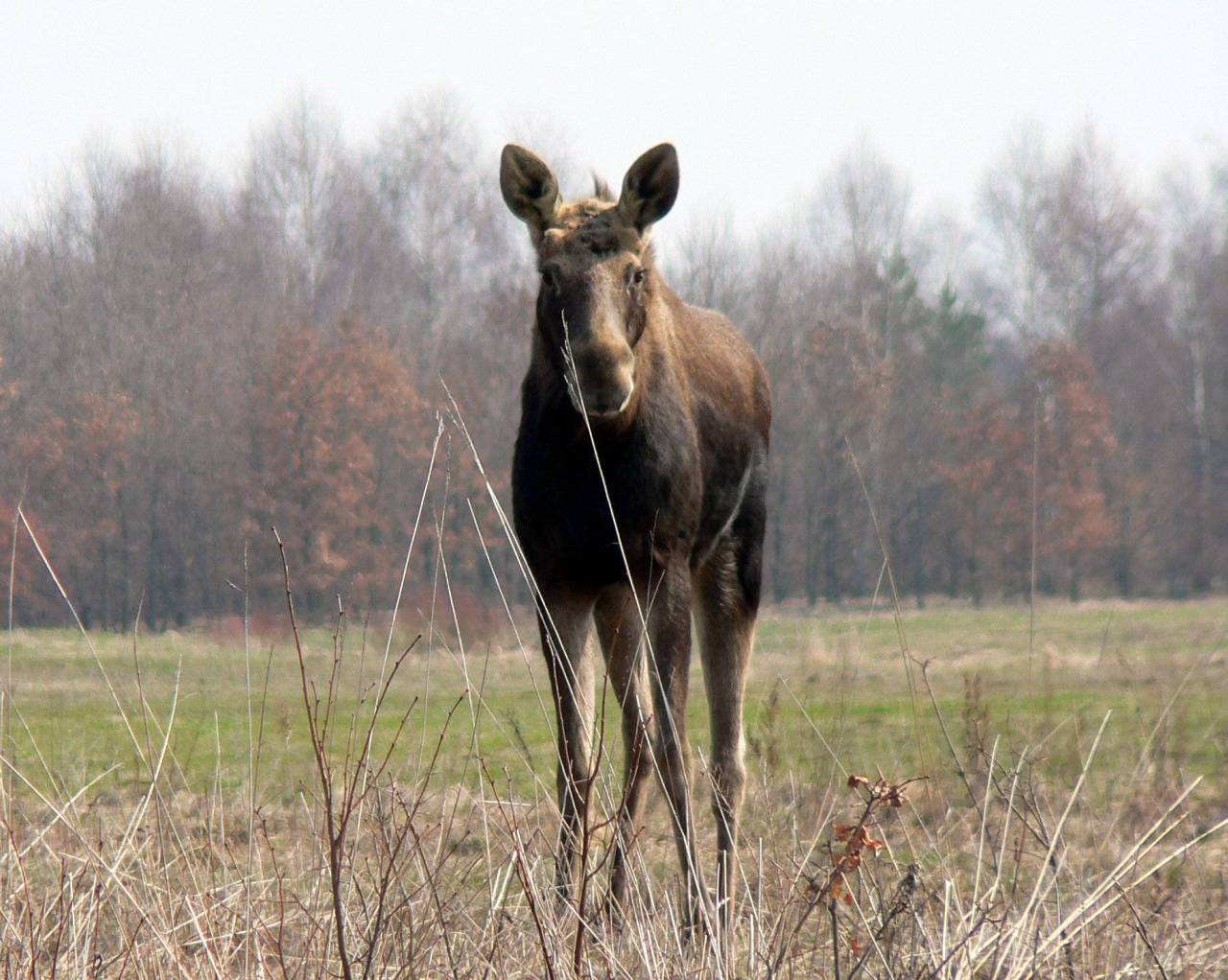
Los v parku